# (39382) Opportunity
(39382) Opportunity (2696 P-L) – planetoida z pasa głównego asteroid.

## Odkrycie
Została odkryta 24 września 1960 roku w Palomar Observatory przez Cornelisa i Ingrid van Houten. Nazwa planetoidy pochodzi od łazika Opportunity używanego w amerykańskiej misji marsjańskiej Mars Exploration Rover.

## Orbita
(39382) Opportunity okrąża Słońce w ciągu 7 lat i 326 dni w średniej odległości 3,96 j.a. Opportunity należy do planetoid z rodziny Hilda, poruszających się po zbliżonych orbitach i pozostających w rezonansie 3:2 z Jowiszem.